# Plebejus idas
Plebejus idas là một loài bướm ngày thuộc họ Lycaenidae. Nó được tìm thấy ở the northerern regions of the Palearctic ecozone và the Nearctic ecozone.
Flies từ tháng 6 đến tháng 8 depending on location.
Wingspan: 17 to 28 mm.
Ấu trùng ăn Calluna và Fabaceae species.

## Hình ảnh

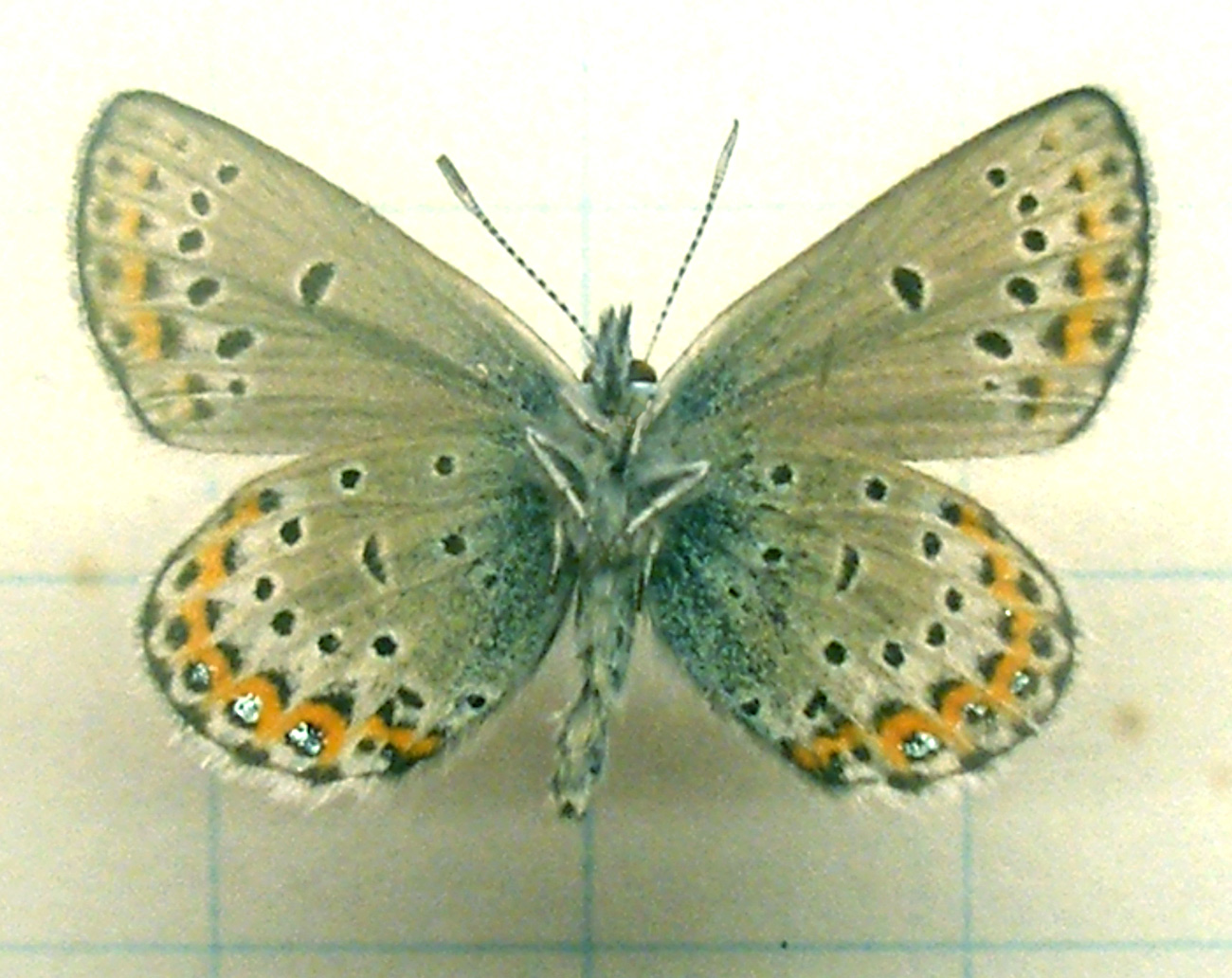
Male, underside
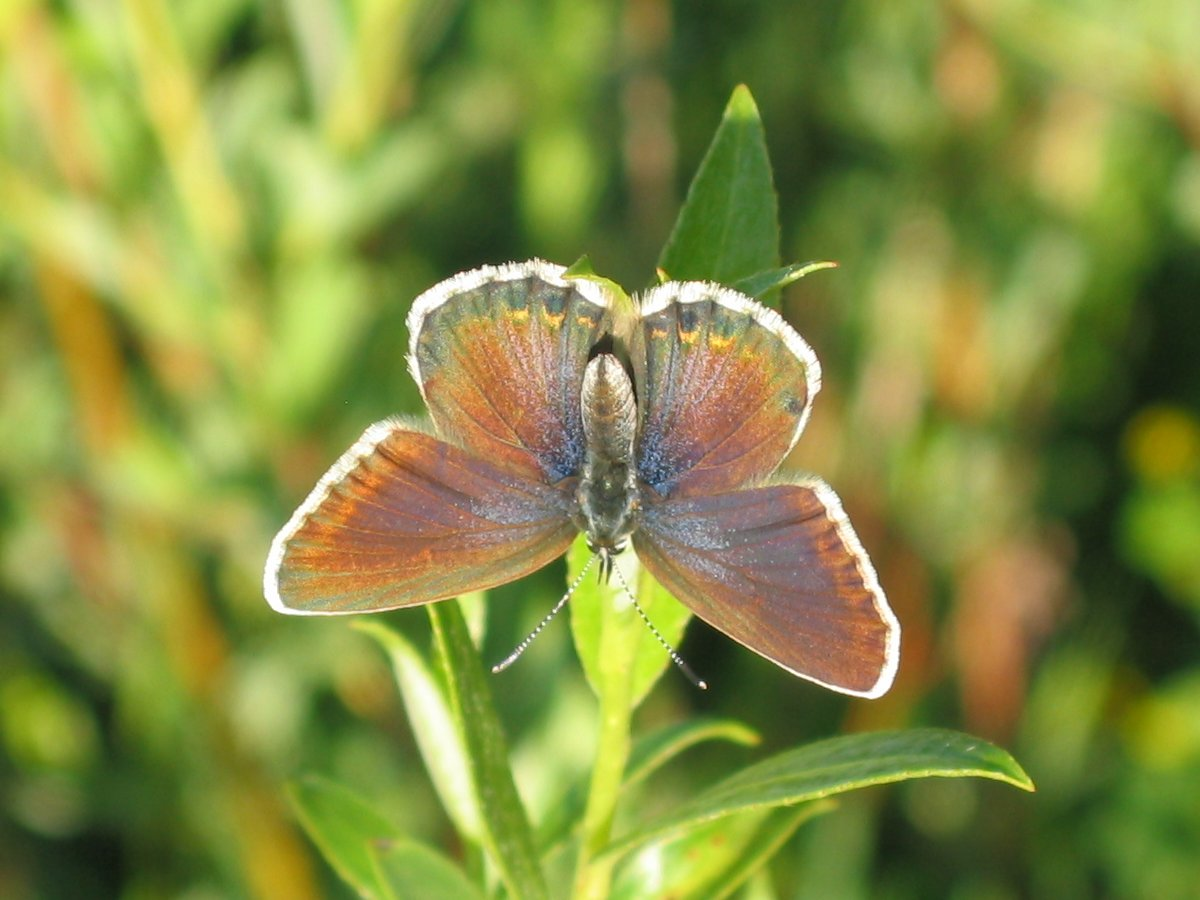
Female, upperside